# Philonotis subrigida
Philonotis subrigida là một loài rêu trong họ Bartramiaceae. Loài này được Cardot & P. de la Varde mô tả khoa học đầu tiên năm 1923.